# Friedhofskirche Schlägl

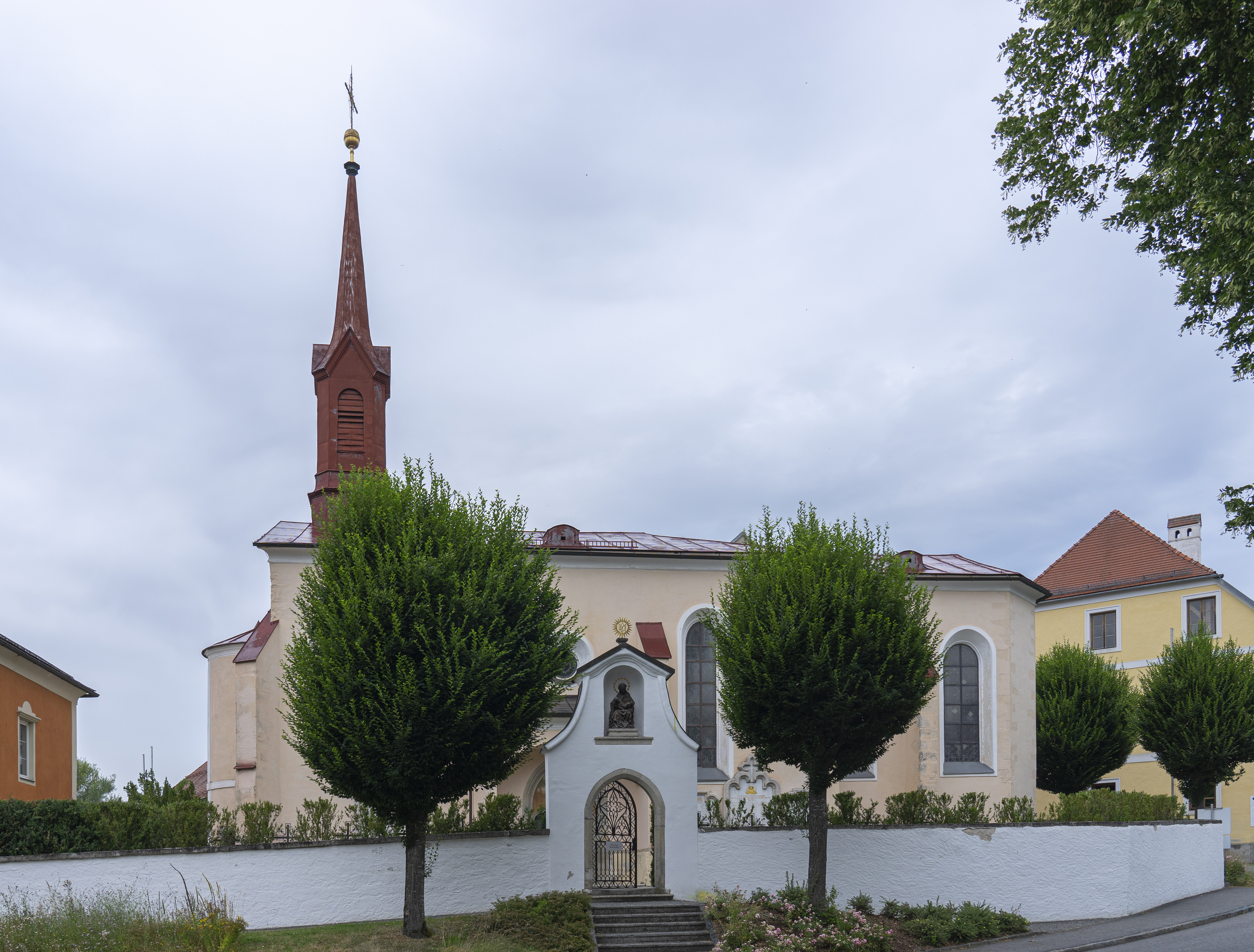
Friedhofskirche Schlägl

Die römisch-katholische Friedhofskirche Schlägl steht nördlich gegenüber dem Stift Schlägl in der Ortschaft Schlägl in der Marktgemeinde Aigen-Schlägl im oberen Mühlviertel in Oberösterreich. Die dem Patrozinium Mariä Himmelfahrt unterstellte Friedhofskirche gehört zum Dekanat Rohrbach in der Diözese Linz. Die Kirche steht unter Denkmalschutz (Listeneintrag).

## Geschichte
Urkundlich wurde 1416 die Kirche genannt, der Name Am Anger (in viridario) wurde 1455 urkundlich genannt. Die Kirche als sogenannte Leutekirche von Schlägl wurde 1785 profaniert und dient seit 1856 als Grabgelege der Äbte des Stiftes. 1862 wurde die Kirche neu geweiht.
Das Langhaus mit dem Westportal entstand wohl im 14. Jahrhundert mit späteren Baudetails im Anfang des 16. Jahrhunderts. 1606/1621 wurde das Langhaus mit den Fenstern umgestaltet und eine Westempore eingebaut und eine Sakristei angebaut. 1856/1862 erfolgte eine neogotische Renovierung mit einer neuen Einrichtung und neuen Dächern. Restaurierungen waren von 1945 bis 1957 und von 1991 bis 1992.

## Architektur
Die Friedhofskirche steht nördlich, dem Stift gegenüber, mittig in einer dreiteiligen Gebäudegruppe, links davon das ehemalige Hofrichterstöckl, rechts der mächtige Meierhof. Die Kirche ist südlich und östlich von einem ummauerten Friedhof umgeben.
Die kleine spätgotische Saalkirche und adaptiert im Mischstil von Spätrenaissance und Frühbarock wurde im 19. Jahrhundert neogotisch renoviert.

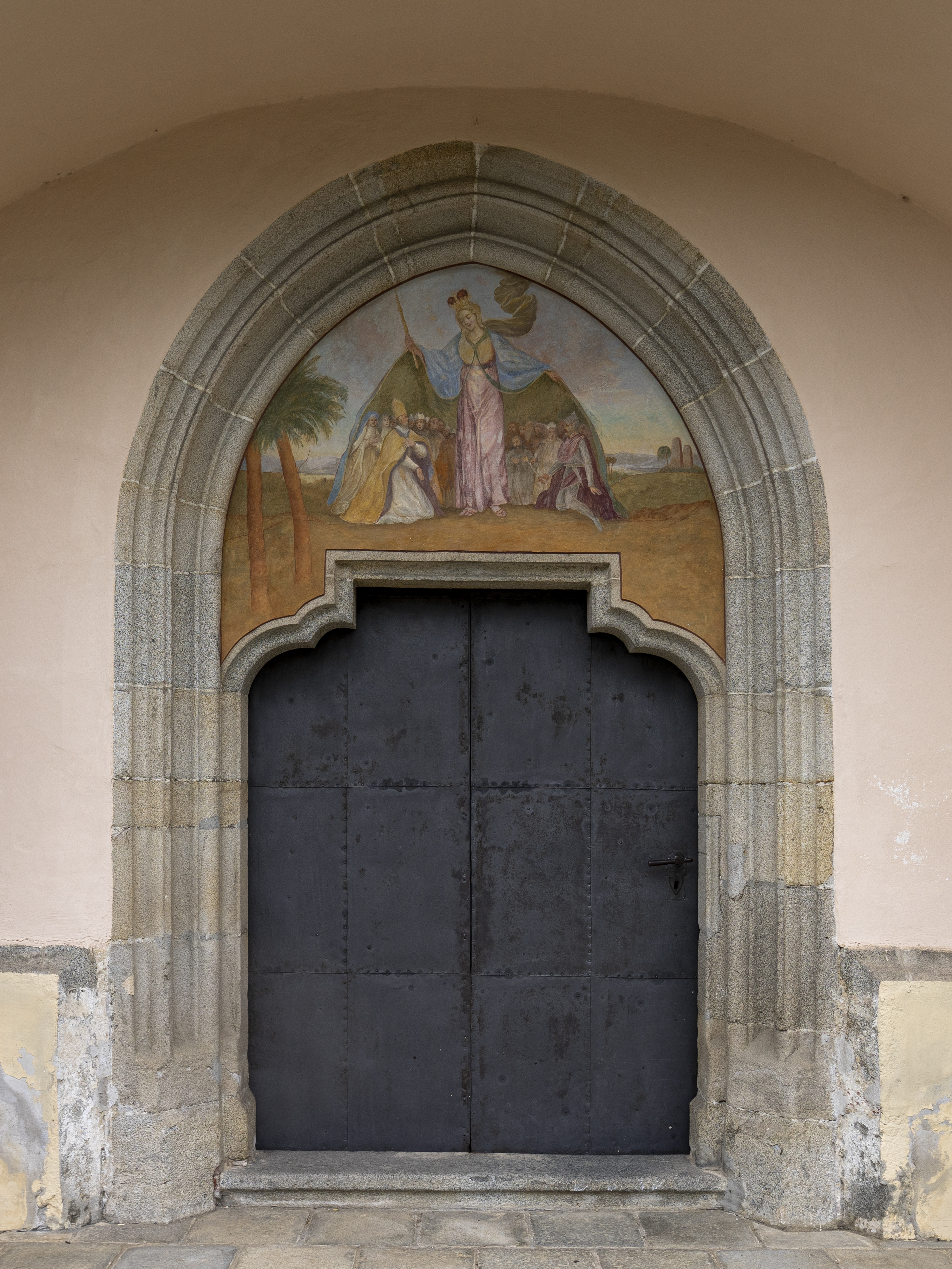
Spitzbogenportal

Das Kirchenäußere zeigt am Langhaus und Chor gotische Strebepfeiler und einen gotischen Sockel mit einem gekehlten Gesims, die hohen gotischen Fenster sind frühbarock gerundet. Die etwas flachen, östlich jeweils abgewalmten Satteldächer entstanden 1856/1862, das Dach trägt westlich einen neogotischen Dachreiter mit einem spitzen Faltdach. Die westliche Giebelfront hat ein profiliertes gotisches Spitzbogenportal aus dem 14. Jahrhundert und seitlich einen runden frühbarocken Treppenturm zur Westempore, der Treppenturm hat ein Rechteckportal mit Ochsenaugen. Das Südportal unter einer offenen Vorhalle als Segmentbogentonne zwischen zwei Strebepfeilern ist ein Schulterbogenportal aus dem Anfang des 16. Jahrhunderts in einem profilierten hohen Spitzbogenrahmen, das Tympanon zeigt ein barockisierendes Bild der Schutzmantelmadonna aus dem 17. Jahrhundert, mehrfach restauriert. Das Sakristeiportal hat eine rundbogige Oberlichte, die Sakristeifenster haben gerade Verblechungen.

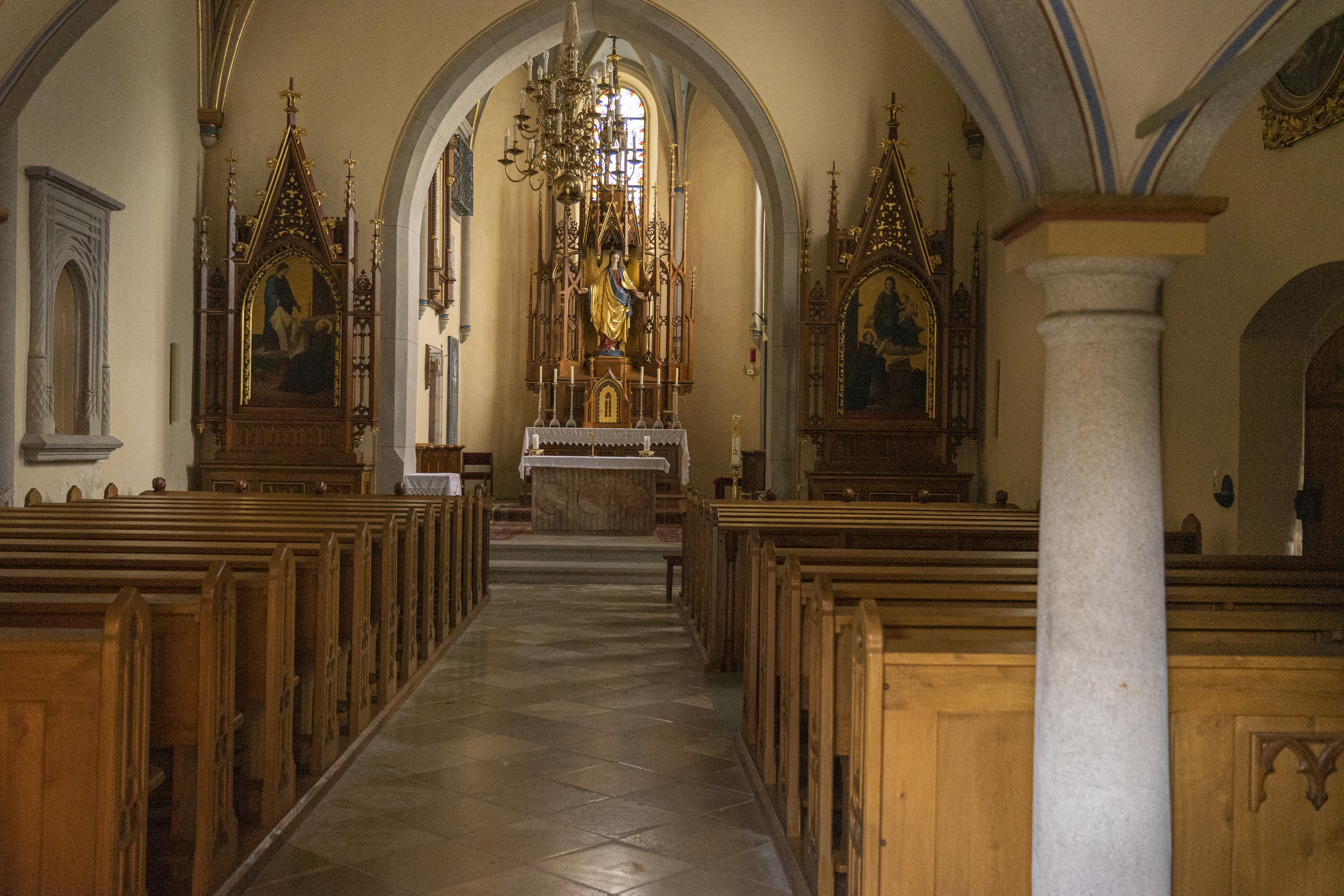
Kircheninnenraum

Das Kircheninnere zeigt ein einseitig belichtetes dreijochiges Langhaus unter einem Stichkappentonnengewölbe mit einem mittleren renaissanceartigen Mittelfeld. Der stark eingezogene einjochige gotische Chor hat einen Fünfachtelschluss und ein Sternrippengewölbe. In der nördlichen Chorecke steht eine zweigeschoßige barocke Sakristei. Die Stichkappentonne im Langhaus wohl spätgotisch um 1500 wurde im ersten Viertel des 17. Jahrhunderts zu einem Spiegelgewölbe umgeformt, die spätgotischen Dienste wurden mit toskanischen Kapitellen versehen, eine nördliche Spitzbogennische hat einen bemerkenswerten spätgotischen verstäbten Rechteckrahmen aus 1510/1520. Die dreischiffig kreuzgratunterwölbte frühbarocke Westempore steht auf toskanischen Säulen und ist mit drei Rundbogenarkaden mit volutenartigen Keilsteinen geöffnet, die bemalte Holzbrüstung zeigt eine Feldergliederung und Dekor. Der spätgotische, spitzbogige Triumphbogen hat gefaste Kanten. Der Chor zeigt ein bemerkenswert kleinteiliges spätgotisches Sternrippengewölbe über Konsoldiensten, die Konsolen sind kegelförmig, die runden Schlusssteine zeigen ein 1945/1957 gemaltes Stiftswappen, ein Blumenmotiv und IHS. Das nördliche Sakristeiportal hat eine neogotische Tür, das querrechteckige frühbarocke Oratoriumsfenster hat gerade Verdachungen und Fensterkörbe wohl vom Kunstschmied Hanz Walz aus dem ersten Viertel des 17. Jahrhunderts.
Das Langhaus zeigt eine frühbarocke Stuckbänderung der Stichkappengrate, der Deckenspiegel ist in Rechtecke unterteilt, in den Zwickeln gibt es floralen neogotischen Dekor. Das Chorgewölbe zeigt sich blau mit goldenen Sternen aus 1945/1957. Die Glasfenster entstanden 1862.

## Einrichtung

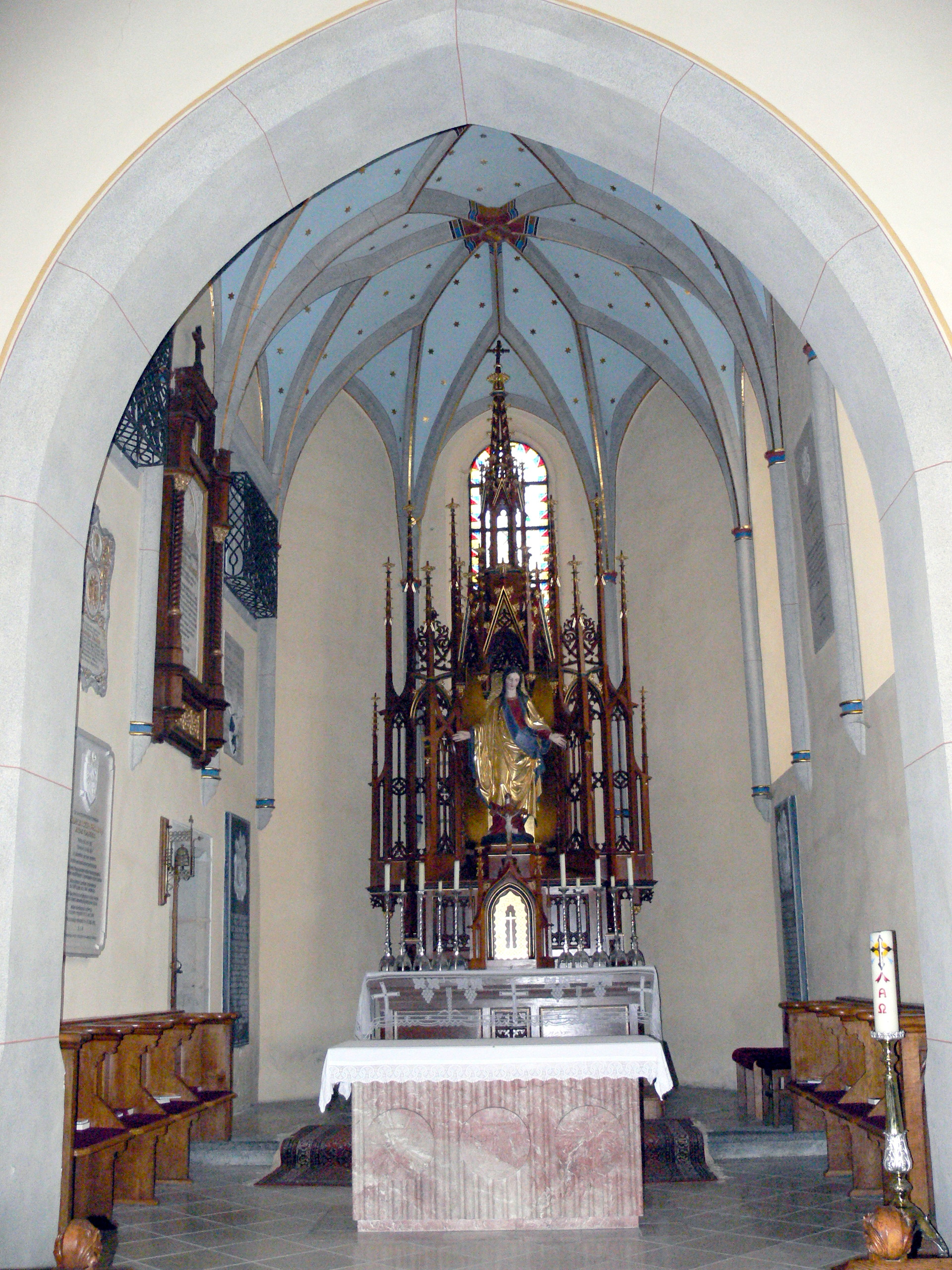
Chor mit Hochaltar

Die Einrichtung ist ein Beispiel des frühen kirchlichen Historismus in Oberösterreich 1857/1860, die neogotische Altararchitektur mit den raffaelesken Bildern dokumentiert die romantische Stimmung der Frühzeit des Historismus. Denkmalhaft ist die Verwendung als Grabkirche der Äbte sowie die Altarikonografie mit Dogma, Orden und Person des Abtes Dominik Lebschy.
Den Hochaltar schuf Johann Petz 1857 als dreiteiliges Retabel mit einer zentralen baldachinbekrönten Figurennische und seitlichen maßwerkdurchbrochenen flügelartigen Annexen und mit einem vielteiligen Gesprenge, der Altar trägt die Figur Maria Immaculata und einen schlichten kielbogigen Tabernakel.
Die bemerkenswerte Orgel schuf Josef Breinbauer 1864 mit einem zweitürmigen neogotischen Gehäuse. Sie verfügt über 7  Register auf einem Manual und Pedal.

## Grabdenkmäler
Außen an der Kirche
- im Süden schulterbogige teils kreuzbekrönte Inschrifttafeln aus dem 19. Jahrhundert.
- im Westen zu Christina Rappin 1674 eine längsovale Inschriftkartusche mit Hymnus auf Tugenden und ein Wappen aus Speckstein.

Innen in der Kirche
- Zahlreiche Grab- bzw. Inschrifttafeln mit den Wappen der Äbte, großteils Specksteinplatten aus dem 19. und 20. Jahrhundert, für Dominik Lebschy gestorben 1887 (?) mit historistischem gotisierendem Rechteckrahmen aus Holz.
- Epitaph für den Konventknaben Johannes Thaddeus Pfleger gestorben 1707 mit dem Relief Jünglich mit einer Seifenblase.

## Friedhof
Der Friedhof für die Konventmitglieder ist ummauert, mit einem spätgotischen gedrückten spitzbogigen Friedhofstor mit geschwungenen barocken Formen überbaut, im Giebel mit einer Rundbogennische mit einer rezenten gotisierenden Madonnafigur.